# میدوی، شهرستان سنت فرانسیس، آرکانزاس
میدوی (به انگلیسی: Midway) یک منطقهٔ مسکونی در ایالات متحده آمریکا است که در شهرستان سنت فرانسیس، آرکانزاس واقع شده‌است. میدوی ۶۱٫۸۸ متر بالاتر از سطح دریا واقع شده‌است.